# Стугуфлотский мост
Стугуфлотский мост (норв. Stuguflåtbrua) — каменный арочный железнодорожный мост через реку Рёуму в губернии Оппланн (Норвегия); располагается на  железнодорожной линии Рёума к северу от станции Стугуфлотен.

## История моста
Работы по сооружению моста начались в 1919 году; в сентябре 1921 года был замкнут свод арки. В 1923 году были закончены последние строительные работы. Общая стоимость строительства моста длиной 54,1 метра (центральный свод — 30 метров) и шириной 10,6 метра составила 407 997,57 крон. Высота свода над урезом воды составляет 9,5 метров.
Во время Второй мировой войны, в рамках задачи по организации саботажа на железных дорогах Норвегии для нарушения логистики вермахта в стране, британским управлением специальных операций была организована, помимо прочего, диверсионная группа «Дрозд-рябинник», одной из задач которой был подрыв Стугуфлотского моста. Разрушения в результате организованного ею в начале 1945 года взрыва оказались не слишком серьёзными, и движение по мосту было восстановлено в течение трёх недель.

## Галерея

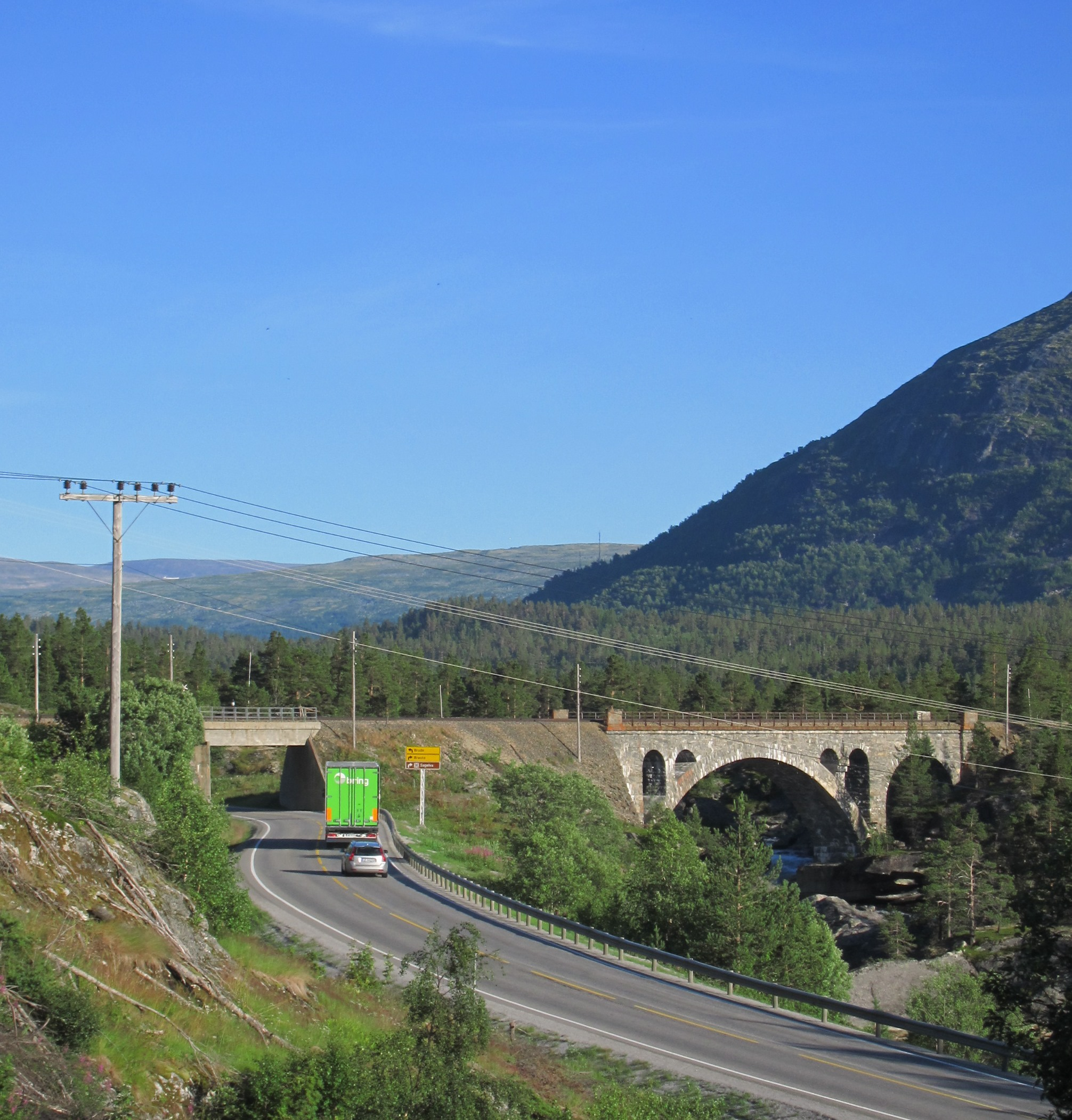
Пересечение дороги E136 и линии Рёума
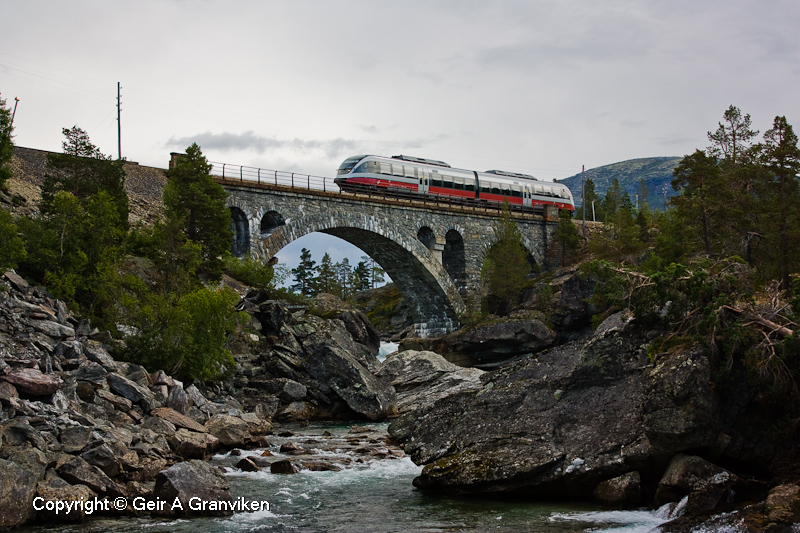
NSB BM 93 на Стугуфлотском мосту
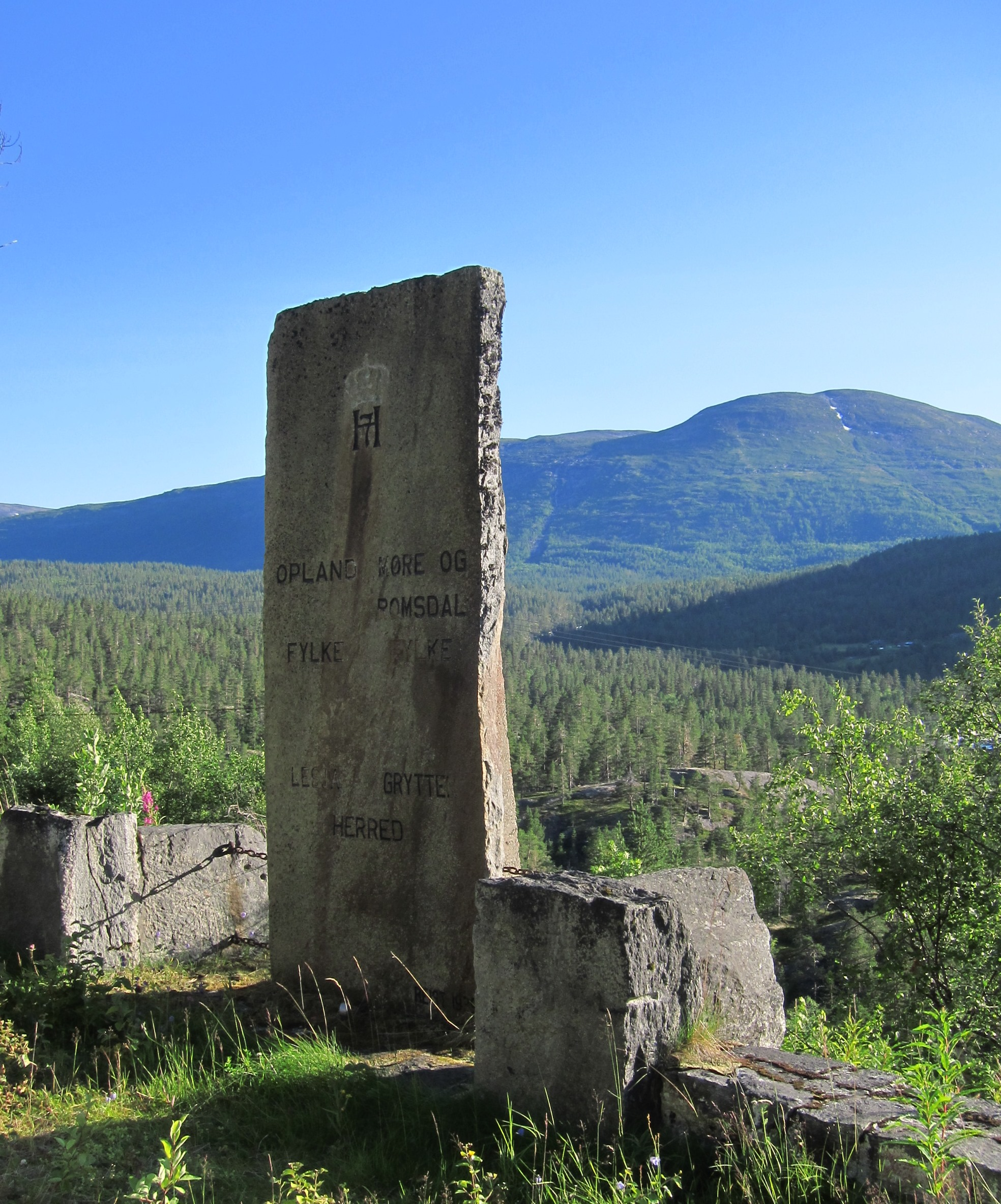
Старая маркировка границы губерний Оппланн и Мёре-ог-Ромсдал с вензелем Хокона VII на Стугуфлотском мосту